# ونگلسدورف
ونگلسدورف (به آلمانی: Wengelsdorf) یک منطقهٔ مسکونی در آلمان است که در وایسنفلس واقع شده‌است.
 ونگلسدورف  ۹۰۵ نفر جمعیت دارد.